# Junij
Junij ali rožnik je šesti mesec v letu po gregorijanskem koledarju in ima 30 dni. Junij se imenuje po rimski boginji Junona, Jupitrovi ženi.
Izvirno slovensko ime za junij je rožnik, hrvaško lipanj, češko červen in poljsko czerwiec, prekmursko ivánšček in tudi juniuš.
Solsticij se zgodi okoli 21. junija, čeprav lahko pade tudi na 20. ali 22. Na severni polobli je to poletni solsticij, na južni pa zimski. 
Mesec junij je posvečen Srcu Jezusovemu. Srce Jezusovo je tudi katoliški praznik posvečen čaščenju Jezusovega srca. 
Prvi ponedeljek v juniju je na Irskem državni praznik, po irskem koledarju pa se ta mesec imenuje Meitheamh in je srednji mesec poletja.

## Prazniki in obredi
- 7. junij - dan slovenskih izgnancev (Slovenija)
- 8. junij - dan Primoža Trubarja (Slovenija)
- 21. junij - pričetek koledarskega poletja
- 25. junij - dan državnosti (Slovenija), dan neodvisnosti (Hrvaška)
- 28. junij - Vidov dan (Srbska pravoslavna cerkev)